# Simulium dussertorum
Simulium dussertorum är en tvåvingeart som beskrevs av Craig 1997. Simulium dussertorum ingår i släktet Simulium och familjen knott. Inga underarter finns listade i Catalogue of Life.